# Théâtre italien de Paris

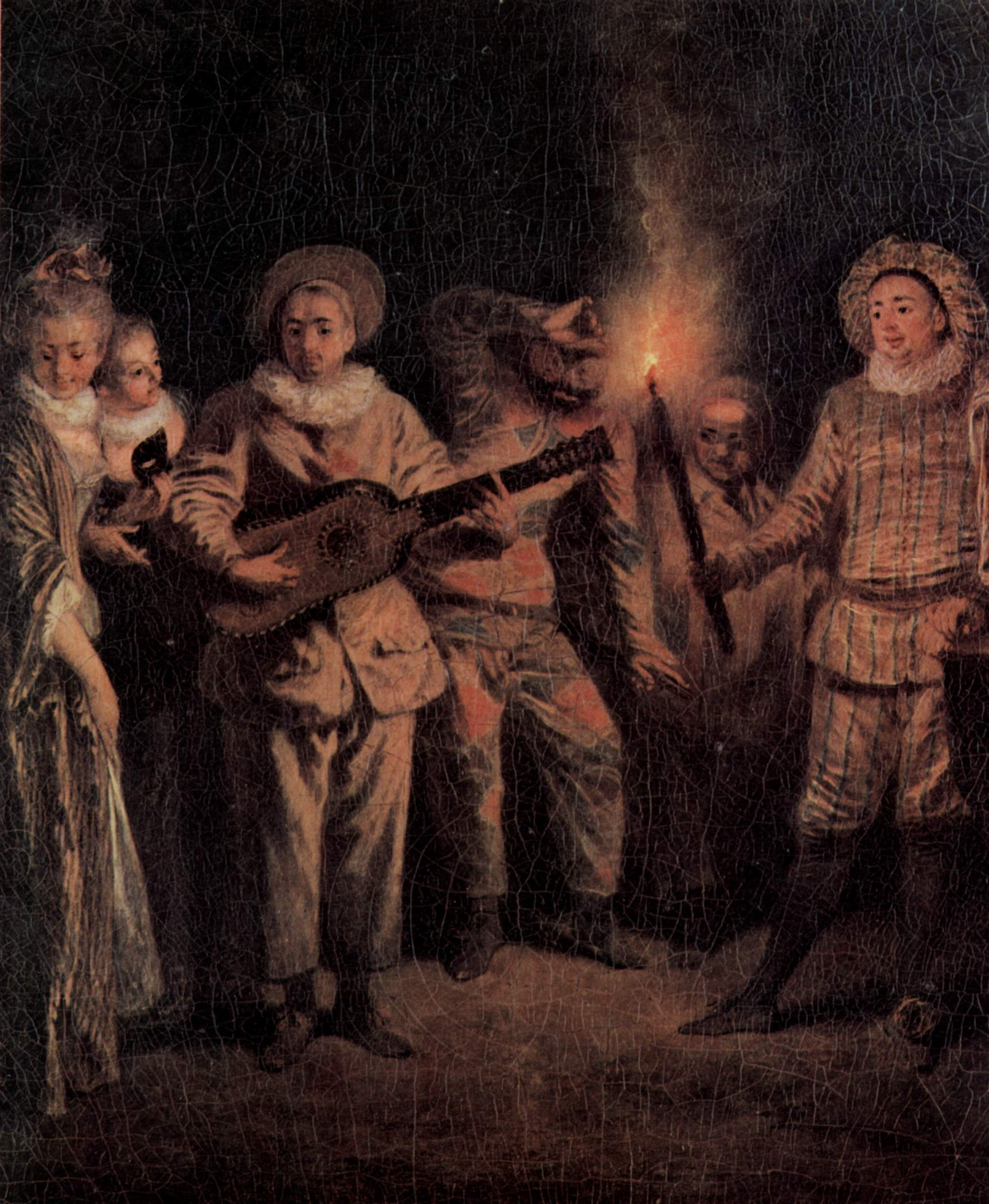
L'Amour au Théâtre-Italien, détail du tableau par Antoine Watteau.

Les termes Comédie-Italienne et Théâtre-Italien sont des noms qui ont été utilisés pour les pièces de théâtre de langue italienne jouées par de nombreuses troupes en France, notamment à Paris, depuis le XVIIe siècle.
Les premières visites enregistrées par des comédiens italiens étaient des troupes de la commedia dell'arte employées par la cour des reines Catherine de Médicis et Marie de Médicis. Ces troupes ont également donné des présentations publiques à Paris à l'Hôtel de Bourgogne, probablement le premier théâtre public construit en France.
La première utilisation officielle du nom de Comédie-Italienne remonte à 1680, année où il fut attribué à la troupe pour la distinguer de la troupe de la Comédie-Française, fondée cette année-là, et de la même manière que le nom de Théâtre-Français était couramment appliqué à ce dernier, le Théâtre-Italien était utilisé pour les Italiens. Au fil du temps, des phrases, des chansons, des scènes entières et éventuellement des pièces de théâtre françaises ont été incorporées dans les présentations de la Comédie-Italienne. En 1762, la troupe fusionnera avec l'Opéra-Comique, mais les noms continuèrent d'être utilisés, même si le répertoire devint bientôt presque exclusivement opéras-comiques. Les noms ont été complètement abandonnés en 1801, lors de la fusion de la compagnie avec le théâtre Feydeau.
De 1801 à 1878, le Théâtre-Italien a été utilisé pour une succession de troupes d'opéra parisiennes interprétant en italien. Depuis 1980, le nom de Comédie-Italienne est utilisé par un théâtre situé  rue de la Gaîté dans le quartier du Montparnasse, dirigé par Hélène Lestrade et Attilio Maggiulli et qui présente des pièces italiennes de la commedia dell'arte en traduction française.

## Histoire

### Origines

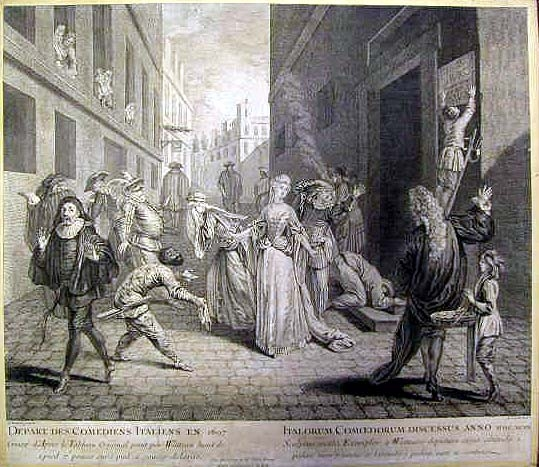
Départ des Comédiens Italiens en 1697, gravure de L. Jacob d'après Antoine Watteau.

La première troupe professionnelle, les Gelosi, occupe de 1600 à 1604 l'hôtel de Bourgogne, après deux tentatives malheureuses en 1577 et 1588. Ils sont suivis par plusieurs autres troupes, notamment celle des Comici fedeli entre 1610 et 1623 et celle de Giuseppe Bianchi qui s'installe en 1645 dans l'hôtel du Petit-Bourbon, salle qu'elle partage à partir de 1658 avec la troupe de Molière.
Placée sous la protection du roi, elle présente au public francophone des pièces de commedia dell'arte en version originale avant de s'ouvrir aux plus grands dramaturges français de l'époque (Dufresny, Regnard, Houdar de La Motte, Nolant de Fatouville, Brugière de Barente, Évariste Gherardi, Jacques Losme de Monchesnay, Palaprat, Eustache Le Noble, Louis Biancolelli, Mongin ou Boisfranc).
Après la destruction du Petit-Bourbon en 1660, les comédiens italiens sont transférés au Palais-Royal puis prennent possession en 1680 de l'hôtel de Bourgogne, rue Mauconseil (absorbée par la rue Étienne-Marcel). Ils s'y produisent avec succès jusqu'en 1697. L'annonce des représentations par la troupe italienne de Locatelli, de La Fausse Prude, une pièce qui visait directement Madame de Maintenon, sert cette année-là de prétexte à Louis XIV pour fermer le théâtre (4 mai). Dès lors, la troupe se disperse et gagne la province.

### LeXVIIIesiècle

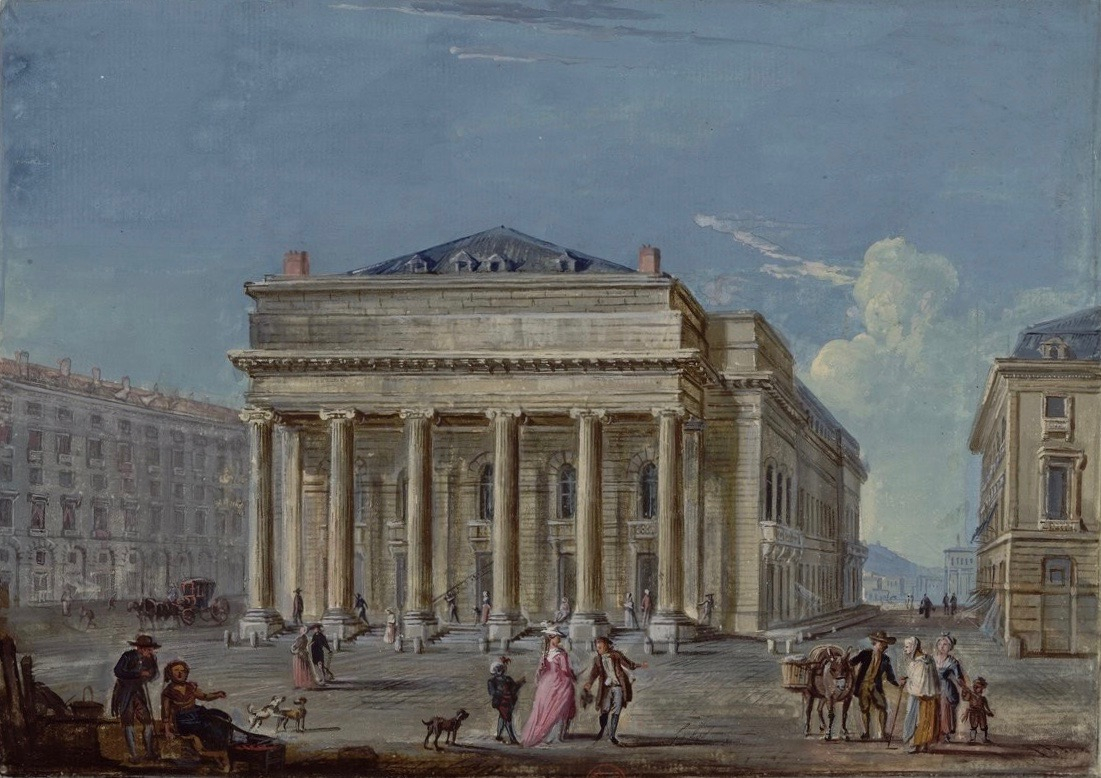
La Comédie Italienne à la salle Favart, par Jean-Baptiste Lallemand, 1783.

Les comédiens italiens reviennent à Paris sous la Régence en 1716 et profitent de la protection du duc d'Orléans pour reprendre leurs représentations, sous la direction de Luigi Riccoboni, à l'hôtel de Bourgogne. La première pièce française de leur répertoire est Le Naufrage au Port-à-l'Anglois (1718) de Jacques Autreau. Pourvu d'une rente annuelle de 15 000 livres, ils enrichissent leur répertoire au fil des ans en abordant le répertoire lyrique, rivalisant dès lors avec la troupe de l'Opéra-Comique de Jean Monnet.
Cette concurrence débouche sur une fusion des deux troupes en 1762 sous le nom de Comédie-Italienne ou Opéra-Comique-Italien. Mais à la suite d'un arrêté de 1779 interdisant les comédies en italien, l'appellation Opéra-Comique lui est substituée, les artistes français étaient désormais en majorité. Les derniers comédiens italiens sont quant à eux renvoyés chez eux.
À l'étroit rue Mauconseil, l'Opéra-Comique inaugure sa nouvelle salle construite par l'architecte Jean-François Heurtier sur l'emplacement de l'hôtel du duc de Choiseul (IIe arr.) le 28 avril 1783. Elle est baptisée théâtre Favart, puis Opéra-Comique national.
Mais une nouvelle concurrence voit le jour : le 26 janvier 1789 Léonard-Alexis Autié, coiffeur de la reine Marie-Antoinette, et le violoniste Giovanni Battista Viotti, débarqué de Turin à la tête d'une nouvelle compagnie italienne, obtiennent de Louis XVI le privilège d'exploiter à nouveau le répertoire des opéras-comiques français et italiens. La troupe, baptisée théâtre de Monsieur en raison de la protection qui lui était offerte par Monsieur, frère du roi (futur Louis XVIII), s'installa dans la salle des Machines du palais des Tuileries puis le 6 janvier 1791 au tout nouveau théâtre Feydeau, distant de seulement quelques mètres de la salle Favart, sous le nom de Théâtre Français et Italien de la rue Feydeau.

### LeXIXesiècle

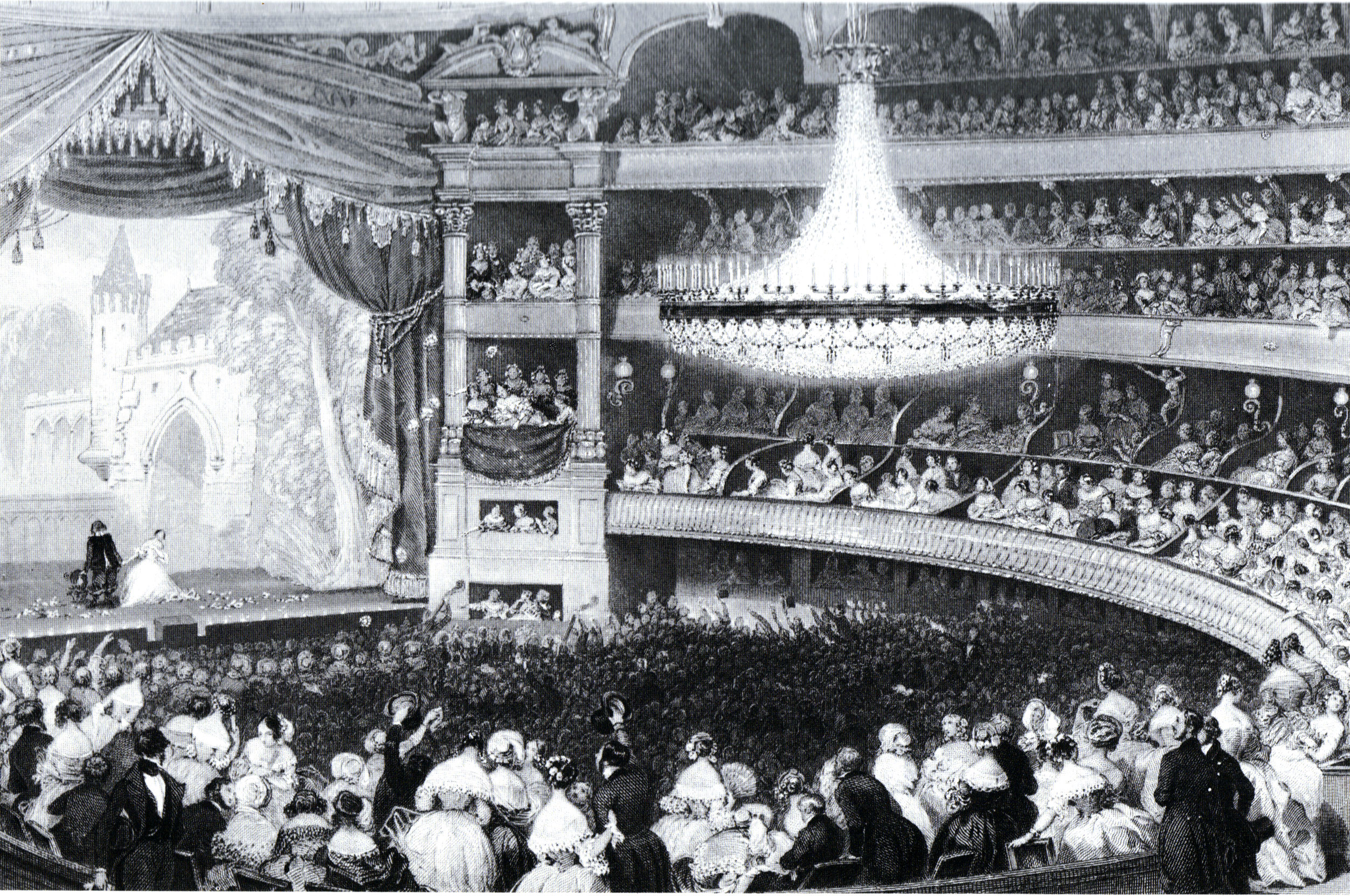
Le Théâtre-Italien vers 1840, gravure de C. Mottram sur un dessin d'Eugène Lami.

Le 26 juillet 1801, a lieu la fusion des deux troupes sous le nom d'Opéra-Comique. Hébergé salle Favart, puis de 1802 à 1823 au théâtre Feydeau, il reviendra ensuite salle Favart.
Les Italiens n'avaient pas pour autant dit leur dernier mot : Mlle Montansier, qui avait déjà fait édifier plusieurs théâtres, recrée dès 1801 une nouvelle troupe appelée Opera-Buffa, rapidement surnommée Italiens, au Théâtre-Olympique, rue de la Victoire pour jouer aussi bien rue de la Victoire (IXe arr.). En 1802, Napoléon Bonaparte, alors premier consul, décide son transfert dans la salle Favart (qui vient d'être abandonnée par la troupe de l'Opéra-Comique après sa fusion avec celle du théâtre Feydeau), jugeant cette dernière plus prestigieuse. Elle n'y reste toutefois que deux ans, la quittant à son tour en 1804 à l'occasion de travaux de restauration, pour fusionner avec la troupe du théâtre Louvois sous la direction de Louis-Benoît Picard et devenir le théâtre de l'Impératrice. Leur subsistance est assurée en 1807 par un décret fixant le nombre de salles parisiennes à huit (dont l'Opéra, l'Opéra-Comique, la Comédie-Française et le théâtre de l'Impératrice, qui se voit attribuer pour l'occasion l'Odéon) mais ils ne peuvent plus représenter que des opéras-bouffes, un théâtre de cour privé créé par Napoléon ayant le privilège des opere serie aux Tuileries ou à Saint-Cloud.
Le 28 décembre 1814, profitant du changement de régime, la cantatrice Angelica Catalani obtient de Louis XVIII d'un nouveau privilège lui permettant d'exploiter le répertoire italien. Rebaptisée Théâtre royal italien, la troupe occupe la salle Favart en 1815 puis, en 1819, à nouveau le Louvois (qu'elle partage en 1820-1821 avec l'Opéra). Sa direction est assurée au cours des années par Spontini, Paër et Rossini (en 1824).
En 1825, les Italiens regagnent la salle Favart, rachetée pour eux par Charles X, sous l'appellation désormais populaire de Théâtre-Italien. Laurent, puis Robert et Severini obtiennent successivement le privilège mais l'incendie de la salle le 13 janvier 1838 les chasse à nouveau. Ils passent alors de la salle Ventadour à l'Odéon, où débute la mezzo Pauline Viardot (sœur de la Malibran), puis au théâtre de la Renaissance, pour revenir le 2 octobre 1841 salle Ventadour et ne plus la quitter.
Le 6 décembre 1856, la soprano italienne Marietta Piccolomini chante pour la première représentation de l'opéra de Giuseppe Verdi La traviata au Théâtre-Italien. L'impératrice Eugénie, n'ayant pu assister à ce spectacle salué par les critiques et le public, ordonna à son directeur de l'époque, Calzado, de donner une représentation supplémentaire pour elle et son époux, Napoléon III[réf. nécessaire].
Mais le décret de 1864 rétablissant la liberté des théâtres relance une concurrence que les Italiens ne parviennent pas à endiguer. Après plus de 35 ans de services, le Théâtre-Italien disparait définitivement à la fermeture de la salle en 1878.

### DuXXesiècleà aujourd'hui

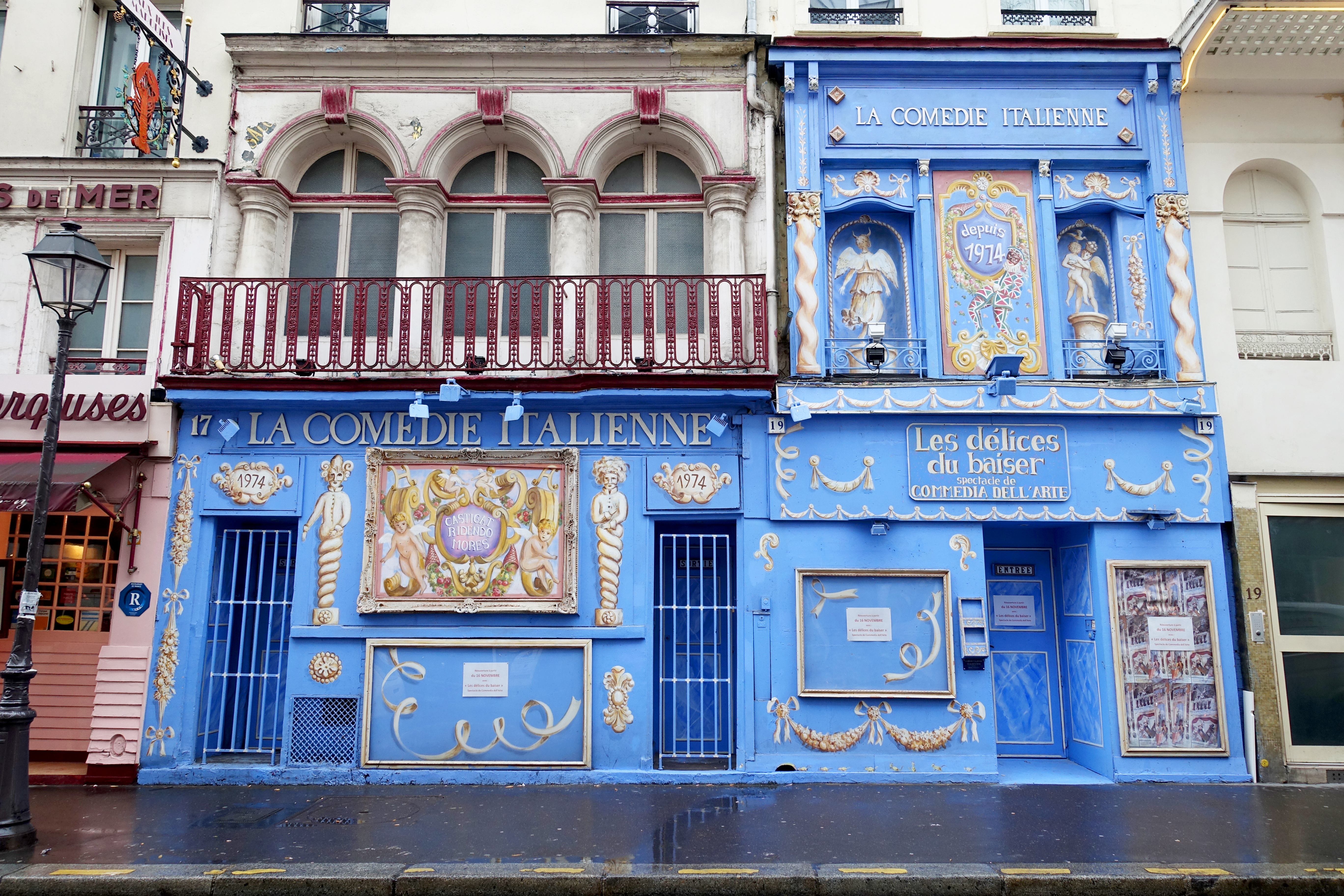
Façade de la Comédie-Italienne, rue de la Gaîté.

En 1974 le metteur en scène Attilio Maggiulli et la comédienne Hélène Lestrade fondent le Teatrino italiano rue du Maine (14e arr.). Elle s'installe au 17-19 rue de la Gaîté en 1980 et prend le nom de Comédie-Italienne.
Dans cette petite salle sont programmées des pièces d’auteurs italiens, classiques (de Ruzzante à Carlo Goldoni) et contemporains, jouées en français. Le théâtre comprend aussi une école de commedia dell'arte ouverte aux jeunes comédiens où sont enseignées les techniques du jeu masqué traditionnel, animalier, baroque et autres.

## Répertoire
Les premiers opéras représentés à Paris étaient italiens ; si l'opéra italien est rapidement abandonné au profit d'un opéra français, comme en témoigne la création de l'Académie royale de musique, des troupes lyriques italiennes continuent à se produire à Paris tout au long du XVIIIe siècle. C'est ainsi que les représentations de La serva padrona de Pergolèse en 1752 donnent lieu à la Querelle des Bouffons.
Le Théâtre-Italien présente pour sa part des œuvres de Paër, Mozart ou Cimarosa, ainsi que les grands opéras de Rossini, venu s'installer à Paris en 1823. Ainsi le 19 juin 1825, Il viaggio a Reims (Le Voyage à Reims) y est créé avec une distribution exceptionnelle réunissant les plus grands chanteurs européens de l'époque en l'honneur du sacre de Charles X. Il monte par la suite les succès de Meyerbeer et de Verdi.
Dès 1864 et la perte de son privilège, les opéras italiens sont à l'affiche de nombreux théâtres parmi lesquels le théâtre de la Gaîté, le théâtre du Châtelet et surtout l'Opéra de Paris.

## Galerie

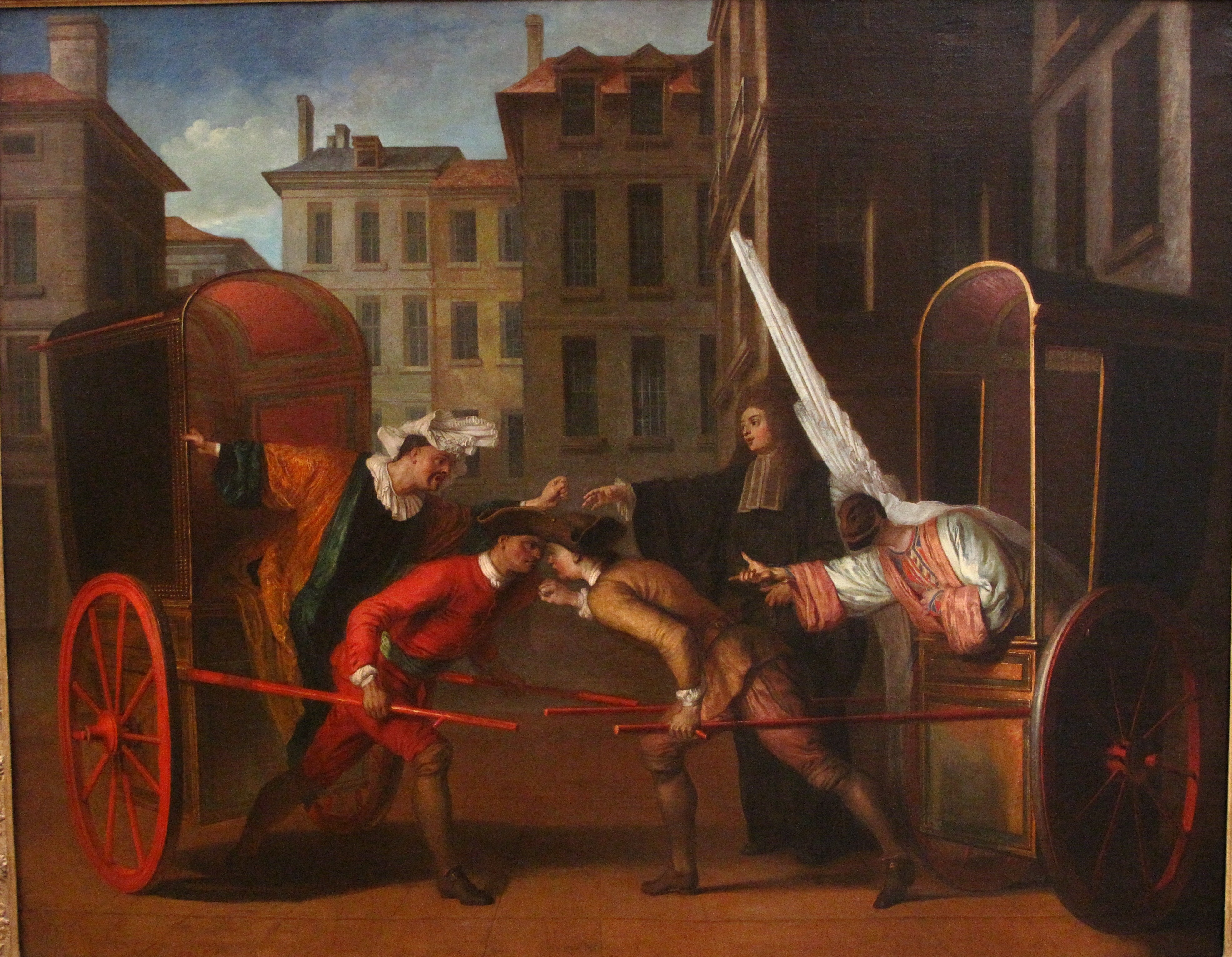
Les deux Carrosses, Claude Gillot (c. 1707).
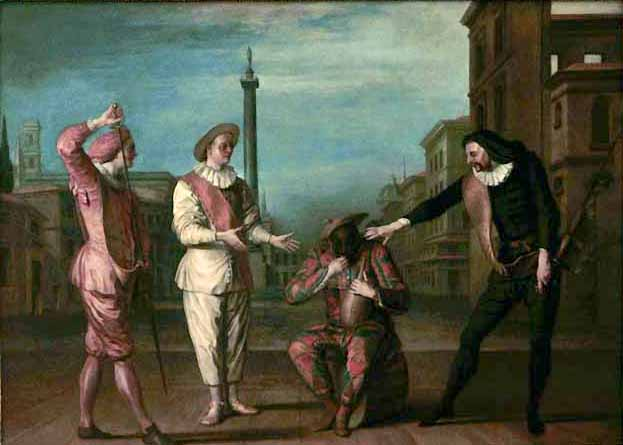
Le tombeau de Maître André, Claude Gillot (c. 1717).
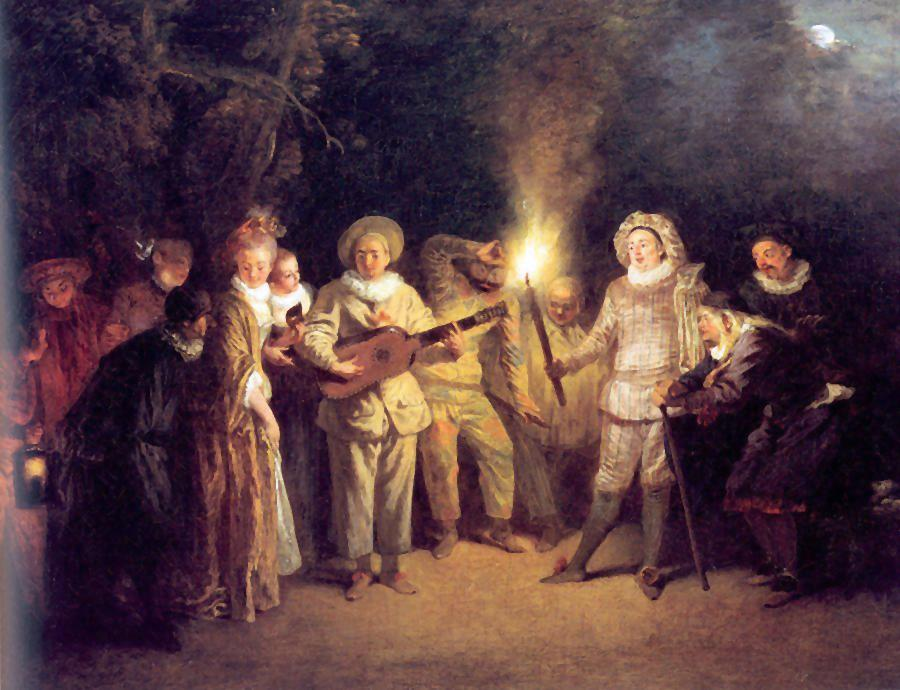
L'amour au Théâtre-Italien, Antoine Watteau (c. 1718).
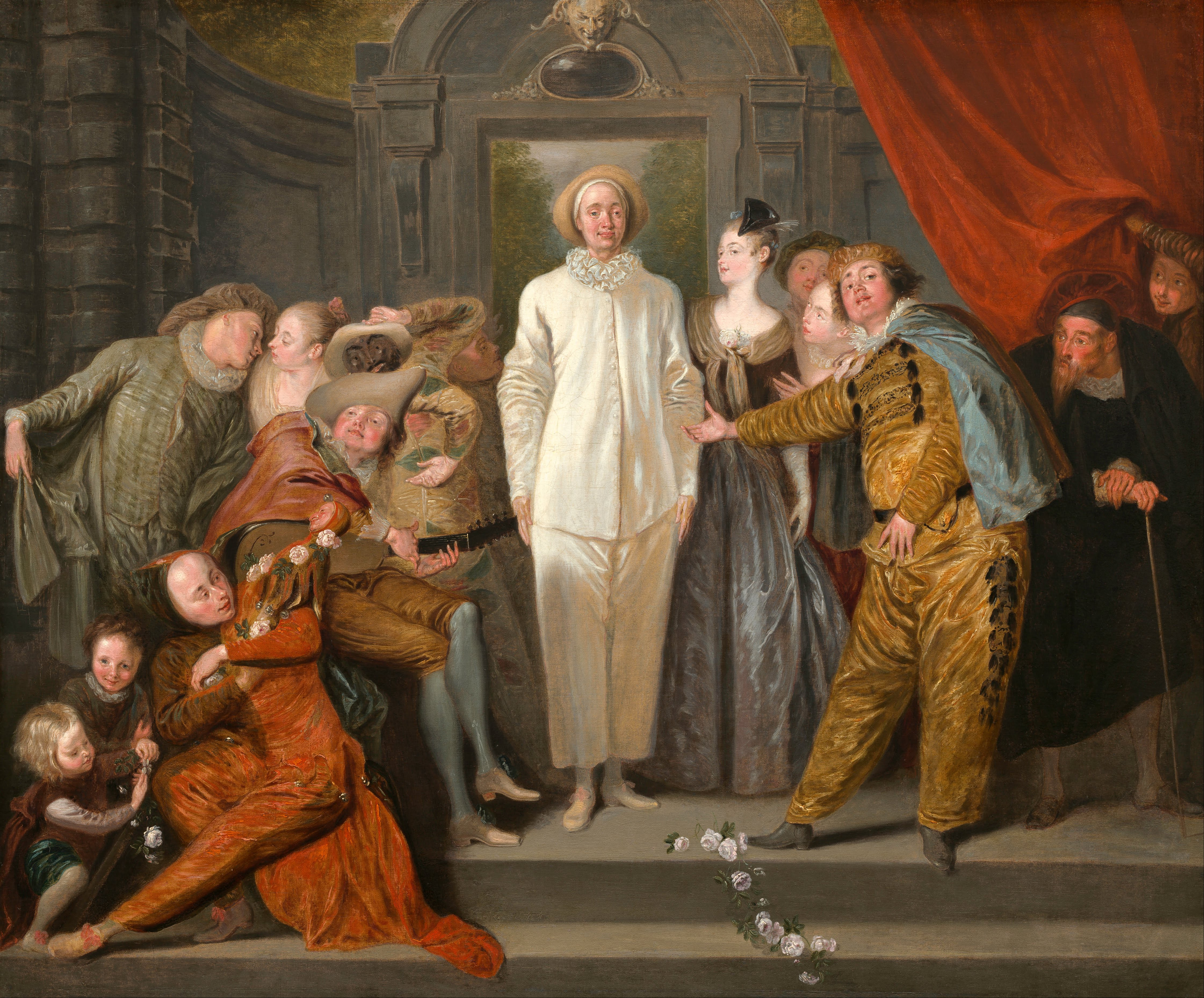
Les Comédiens-Italiens, Antoine Watteau (c. 1720).

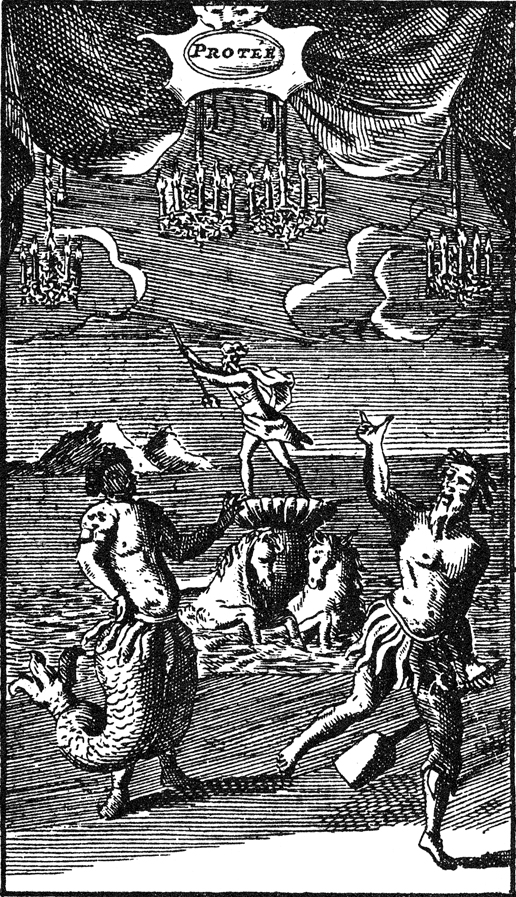
Harlequin Protée, gravure du XVIIe siècle
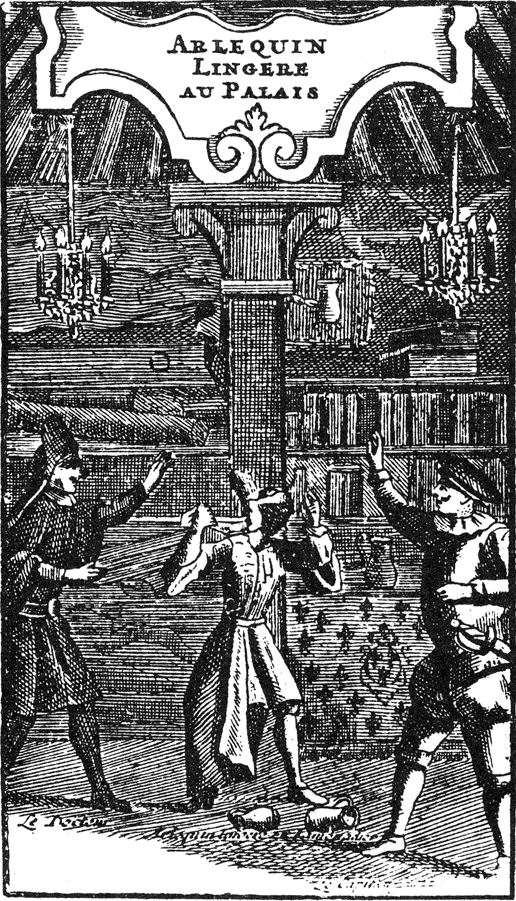
Harlequin lingère au palais, gravure du XVIIe siècle
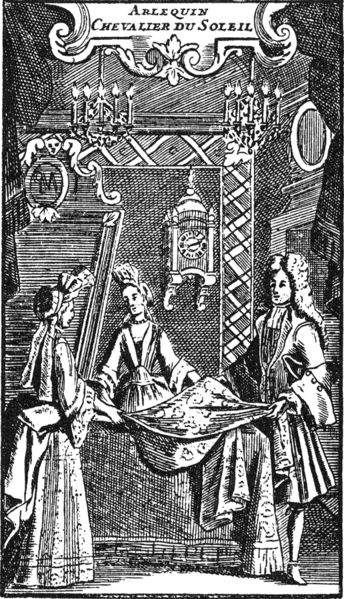
Harlequin chevalier du Soleil, gravure du XVIIe siècle
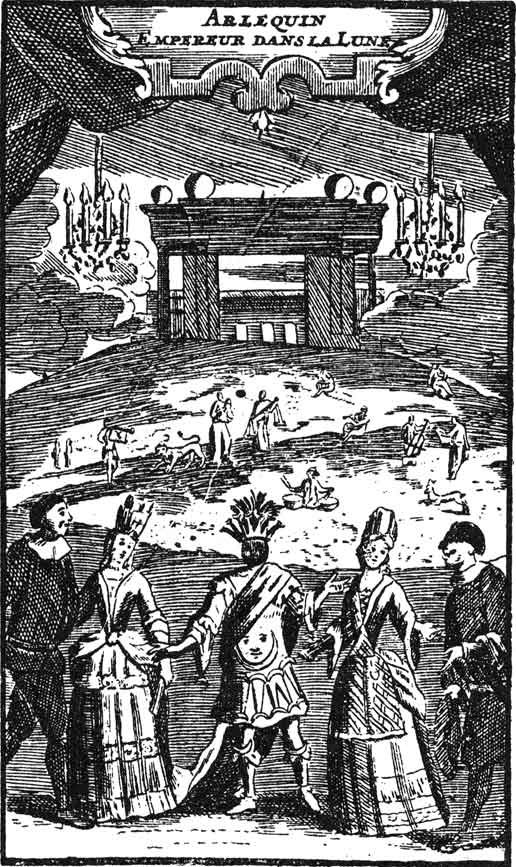
Harlequin empereur de la Lune, gravure du XVIIe siècle
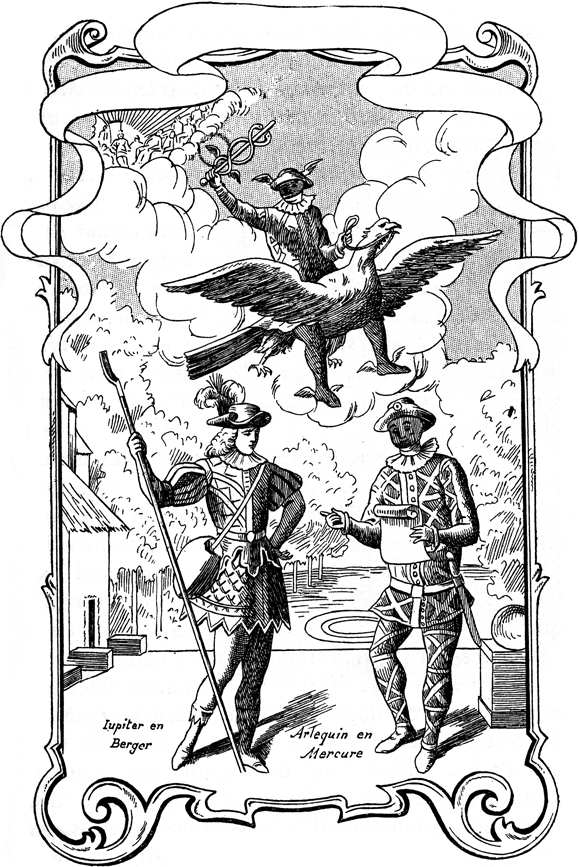
Arlequin en Mercure galant, gravure du XVIIe siècle